# خورخي فيلاسكو نافارو
خورخي فيلاسكو نافارو (بالإسبانية: Jorge Velasco Navarro)‏ هو رسام إسباني، ولد في 11 يناير 1971.